# ويليام إتش لاسي
ويليام إتش لاسي (بالإنجليزية: William H. Lacy)‏ هو شخصية أعمال أمريكي، ولد في 1945، وتوفي في 28 أغسطس 2016.

## وصلات خارجية
- ويليام إتش لاسي على موقع إن إن دي بي (الإنجليزية)